# 新北市區公車922路線
新北市區公車922路線，由台北客運營運。起點為三峽北大社區，終點為捷運永寧站。

闢駛本線原因，是為了分擔916路線在台北大學特區之龐大客源，並由於916線只到達北大特區的中心點學勤路，而家樂福（遠雄大學哈佛）、桃子腳、翡冷翠一帶人口眾多，卻沒有快捷公車經過，故特設由位處於北大特區邊陲之三峽二站開出，往永寧站之路線公車。
922公車、917公車以及940公車調整行駛樹林交流道北上並且在104年11月22日起啟用。
917、922、940配合樹林交流道南出匝道完工調整動線並且2017年1月6日起啟用。

## 歷史
- 2010年1月8日闢駛[3]。
- 922公車、917公車以及940公車調整行駛樹林交流道北上並且在2015年11月22日起啟用[1]。
- 917、922、940配合樹林交流道南出匝道完工調整動線並且2017年1月6日起啟用[2]。

## 行經重點站名
- 大學風呂:海洋公園
- 台北大學
- 恩主公醫院
- 捷運永寧站:承天禪寺
- 震安宮，忠義路口:震安宮

## 配車
使用HINO RK8JRS單門車及DAEWOO BC211MA26單門車輛服務

## 外部連結
- 台北客運 （页面存档备份，存于）
- 大臺北公車922 （页面存档备份，存于）
- 暢行台北公車客運資訊站的Facebook專頁